# Anyphops stauntoni
Espèce
Synonymes
- Selenops stauntoni Pocock, 1902
- Selenops elusus Lawrence, 1937
- Selenops nemorensis Kauri, 1950

Anyphops stauntoni est une espèce d'araignées aranéomorphes de la famille des Selenopidae.

## Distribution
Cette espèce se rencontre en Afrique du Sud au Cap-Oriental, au KwaZulu-Natal, au Gauteng et au Nord-Ouest et à Sainte-Hélène,.

## Description
La femelle holotype mesure 7 mm.

## Étymologie
Cette espèce est nommée en l'honneur de G. P. Staunton.

## Publication originale
- Pocock, 1902 : Some new African spiders. Annals and Magazine of Natural History, sér. 7, vol. 10, p. 315-330 (texte intégral).